# Колесниченко, Валерий Павлович
Валерий Павлович Колесниченко (род. 17 июля 1949, Свердловск, Ворошиловградская область) — советский футболист, защитник.
Воспитанник футбольной школы «Шахтер» Свердловск, первый тренер Л. М. Хрипун. Играл за «Шахтёр» в классе «Б» в 1968—1970 годах. В 1971 году выступал за дубль «Зари» Ворошиловград. В следующем, чемпионском сезоне сыграл три матча в концовке первенства. В мае — июне 1973 года провёл четыре матча в чемпионате и один — в Кубке. В дальнейшем играл в командах второй лиги «Волгарь» Астрахань (1974—1977), «Уралан» Элиста (1978—1979). Выступал в чемпионате Украинской ССР за «Шахтёр» Свердловск.